# Colostygia unicolorata
Colostygia unicolorata là một loài bướm đêm trong họ Geometridae.